# Vratislavský dům (Praha)
Vratislavský dům v Jilské ulici 450/16 v Praze 1 na Starém Městě je dům palácového typu s výraznou vrcholně barokní uliční fasádou. Od roku 1964 je dům zapsán jako kulturní památka.

## Historie a popis
Stavební vývoj objektu není přesněji znám, ale původně tu stály dva gotické měšťanské domy, které byly později spojeny a přestavěny na palác. Dům střídal majitele, patřili k nim např. Mladotové, Kolovrat-Libštejnští nebo inspektor černínských panství Jan Kryštof Seifrid.
Okázalá bohatě zdobená fasáda je z let 1752–1765, kdy dům vlastnila Filipína Josefa Vratislavová (1723–1800), manželka Vincence Ignáce Vratislava z Mitrovic (tehdy se tu údajně hrálo i amatérské divadlo). Po roce 1764 patřil dům Morzinům.
V letech 1813 až 1816 tu bydlel hudební skladatel Carl Maria von Weber, tehdejší umělecký ředitel a dirigent Stavovského divadla.
Od roku 1850 byl majitelem obchodník Josef Neumann. Klasicistní úpravy z 19. století se vzhledu budovy příliš nedotkly, k významnější modernizaci došlo až v letech 1938–1939, kdy byl upraven průjezd a v místnostech nad ním byly zřízeny laboratoře. Po válce tu působil výzkumný ústav pro farmakologii ČSAV.
Po roce 1990 tu až do roku 2016 sídlil Slovenský institut v Praze.
Dům má dvoupatrovou uliční fasádu, asymetricky řešenou (1+2+2 okenní osy), v pravé části je nad korunní římsou trojúhelný štít, v přízemí vlevo je bohatě zdobený portál se šikmo natočenými pilastry s volutovými hlavicemi, nad kterými jsou konzoly nesoucí balkon s kovovým zábradlím.